# Ljetnikovac Gariboldi u Visu
Ljetnikovac Gariboldi u gradiću Visu, Vladimira Nazora 38/40, zaštićeno kulturno dobro.

## Opis dobra
Ljekarnik Frane Gariboldi izgradio je ljetnikovac na spoju predjela Govea i Kut u Visu 1552. god. Ljetnikovac je sa sjeverne strane okružen obzidanim dvorištem, a s južne ima ograđeni vrt. U prizemlju je gospodarski, a na katu, koji je s dvorištem povezan vanjskim stubištem, stambeni prostor. Zapadno krilo ljetnikovca dograđeno je u 17. st., a u 19. st. sklop je proširen prema zapadu uređenjem prostranog, ograđenog perivoja kojeg je uredio viški graditelj Marinković. Iako je pregradnjama u 19.st. izvorna organizacija unutrašnjosti ljetnikovca preinačena, sklop Gariboldi jedan je od najboljih i najočuvanijih primjera ladanjske arhitekture hvarske komune u Visu.

## Zaštita
Pod oznakom Z-5777 zaveden je kao nepokretno kulturno dobro - pojedinačno, pravna statusa zaštićena kulturnog dobra, klasificirano kao "stambene građevine".